# Blades de Los Angeles
Les Blades de Los Angeles sont une franchise de hockey sur glace de la Western Hockey League qui a existé de 1961 à 1967.

## Statistiques
| No | Saison    | PJ | V  | D  | N | BP  | BC  | Pts | Classement            | Séries éliminatoires | Entraîneur    |
| -- | --------- | -- | -- | -- | - | --- | --- | --- | --------------------- | -------------------- | ------------- |
| 1  | 1961-1962 | 70 | 25 | 39 | 6 | 265 | 309 | 56  | 4e de la division Sud | Non qualifiés        | George Agar   |
| 2  | 1962-1963 | 70 | 35 | 32 | 3 | 235 | 226 | 73  | 3e de la division Sud | Éliminés au 1er tour | Jack Bownass  |
| 3  | 1963-1964 | 70 | 31 | 31 | 8 | 218 | 244 | 70  | 3e de la Ligue        | Finalistes           | Alfred Pike   |
| 4  | 1964-1965 | 70 | 26 | 41 | 3 | 217 | 269 | 55  | 6e de la Ligue        | Non qualifiés        | Alfred Pike   |
| 5  | 1965-1966 | 72 | 22 | 48 | 2 | 236 | 329 | 46  | 6e de la Ligue        | Non qualifiés        | Lynn Patrick  |
| 6  | 1966-1967 | 72 | 29 | 38 | 5 | 260 | 286 | 63  | 6e de la Ligue        | Non qualifiés        | Fernie Flaman |